# Mezeń
Mezeń (ros. Мезень, Miezień) – rzeka w północnej części Rosji, w Republice Komi i obwodzie archangielskim. Rzeka wypływa w środkowej części Grzbietu Timańskiego w Republice Komi. Potem rzeka płynie w kierunku północno-zachodnim i uchodzi do Morza Białego do Zatoki Mezeńskiej w pobliżu miasta Mezeń.
Długość – 966 km, powierzchnia zlewni – 76,4 tys. km². 
Większe miasta położone nad rzeką:
- Mezeń

Główne dopływy:
- prawe 
  - Peza
- lewe
  - Waszka

Bieg rzeki jest wykorzystywany w żegludze i dla spławu drewna.